# Ghana na Letnich Igrzyskach Olimpijskich 2016
Liban na XXXI Letnich Igrzyskach Olimpijskich w Rio de Janeiro reprezentowało 14 sportowców - 7 mężczyzn i 7 kobiet.
Był to czternasty (w tym raz jako Złote Wybrzeże) start reprezentacji Ghany na letnich igrzyskach olimpijskich.

## Reprezentanci

### Boks
Mężczyźni
| Zawodnik   | Konkurencja  | 1/16             | 1/8              | Ćwierćfinał      | Półfinał         | Finał            | Finał   |
| Zawodnik   | Konkurencja  | Przeciwnik Wynik | Przeciwnik Wynik | Przeciwnik Wynik | Przeciwnik Wynik | Przeciwnik Wynik | Pozycja |
| ---------- | ------------ | ---------------- | ---------------- | ---------------- | ---------------- | ---------------- | ------- |
| Abdul Omar | waga kogucia | Melián P 0-3     | NQ               | NQ               | NQ               | NQ               | NQ      |

### Judo
Kobiety
| Zawodniczka     | Konkurencja | 1/32                | 1/16                | 1/8                 | Ćwierćfinał         | Półfinał            | Repasaż             | Finał/BM            | Finał/BM |
| Zawodniczka     | Konkurencja | Przeciwniczka Wynik | Przeciwniczka Wynik | Przeciwniczka Wynik | Przeciwniczka Wynik | Przeciwniczka Wynik | Przeciwniczka Wynik | Przeciwniczka Wynik | Pozycja  |
| --------------- | ----------- | ------------------- | ------------------- | ------------------- | ------------------- | ------------------- | ------------------- | ------------------- | -------- |
| Szandra Szögedi | - 63 kg     | Silva P 000 – 100   | NQ                  | NQ                  | NQ                  | NQ                  | NQ                  | NQ                  | NQ       |

### Lekkoatletyka
Mężczyźni
| Zawodnik        | Konkurencja | Eliminacje | Eliminacje | Ćwierćfinał | Ćwierćfinał | Półfinał | Półfinał | Finał | Finał   |
| Zawodnik        | Konkurencja | Wynik      | Miejsce    | Wynik       | Miejsce     | Wynik    | Miejsce  | Wynik | Miejsce |
| --------------- | ----------- | ---------- | ---------- | ----------- | ----------- | -------- | -------- | ----- | ------- |
| Sean Safo-Antwi | 100 m       | BYE        | BYE        | 10,43       | 6.          | NQ       | NQ       | NQ    | NQ      |
| Emmanuel Dasor  | 200 m       | 20,65      | 6.         | —           | —           | NQ       | NQ       | NQ    | NQ      |
| Alex Amankwah   | 800 m       | 1:50,33    | 7.         | —           | —           | NQ       | NQ       | NQ    | NQ      |

Mężczyźni
| Zawodnik     | Konkurencja    | Eliminacje | Eliminacje | Finał | Finał   |
| Zawodnik     | Konkurencja    | Wynik      | Miejsce    | Wynik | Miejsce |
| ------------ | -------------- | ---------- | ---------- | ----- | ------- |
| John Ampomah | rzut oszczepem | 80,39      | 19.        | NQ    | NQ      |

Kobiety
| Zawodniczka                                                                         | Konkurencja | Eliminacje | Eliminacje | Ćwierćfinał | Ćwierćfinał | Półfinał | Półfinał | Finał | Finał   |
| Zawodniczka                                                                         | Konkurencja | Wynik      | Miejsce    | Wynik       | Miejsce     | Wynik    | Miejsce  | Wynik | Miejsce |
| ----------------------------------------------------------------------------------- | ----------- | ---------- | ---------- | ----------- | ----------- | -------- | -------- | ----- | ------- |
| Flings Owusu-Agyapong                                                               | 100 m       | BYE        | BYE        | 11,43       | 4.          | NQ       | NQ       | NQ    | NQ      |
| Janet Amponsah                                                                      | 200 m       | 23,67      | 6.         | —           | —           | NQ       | NQ       | NQ    | NQ      |
| Flings Owusu-Agyapong Janet Amponsah Gemma Acheampong Beatrice Gyaman Dorcas Gyimah | 4 x 100 m   | 43,37      | 8.         | —           | —           | —        | —        | NQ    | NQ      |

### Podnoszenie ciężarów
Mężczyźni
| Zawodnik        | Konkurencja | Rwanie | Rwanie  | Podrzut | Podrzut | Razem  | Pozycja |
| Zawodnik        | Konkurencja | Wynik  | Pozycja | Wynik   | Pozycja | Razem  | Pozycja |
| --------------- | ----------- | ------ | ------- | ------- | ------- | ------ | ------- |
| Christian Amoah | - 85 kg     | 130 kg | 18.     | 153 kg  | 21.     | 283 kg | 21.     |

### Pływanie
Mężczyźni
| Zawodnik       | Konkurencja          | Eliminacje | Eliminacje | Półfinał | Półfinał | Finał | Finał   |
| Zawodnik       | Konkurencja          | Czas       | Miejsce    | Czas     | Miejsce  | Czas  | Miejsce |
| -------------- | -------------------- | ---------- | ---------- | -------- | -------- | ----- | ------- |
| Abeiku Jackson | 50 m stylem dowolnym | 24,30      | 55.        | NQ       | NQ       | NQ    | NQ      |

Kobiety
| Zawodniczka       | Konkurencja           | Eliminacje | Eliminacje | Finał | Finał   |
| Zawodniczka       | Konkurencja           | Czas       | Miejsce    | Czas  | Miejsce |
| ----------------- | --------------------- | ---------- | ---------- | ----- | ------- |
| Gabrielle Doueihy | 200 m stylem dowolnym | 2:16,02    | 42.        | NQ    | NQ      |